# Polyrhachis khepra
Polyrhachis khepra é uma espécie de formiga do gênero Polyrhachis, pertencente à subfamília Formicinae.